# Senátní obvod č. 50 – Svitavy
Senátní obvod č. 50 – Svitavy je podle zákona č. 247/1995 Sb. tvořen částí okresu Svitavy, ohraničenou na severozápadě obcemi Bohuňovice, Sedliště a Litomyšl, východní částí okresu Chrudim, ohraničenou na západě obcemi Chroustovice, Rosice, Chrast, Skuteč, Předhradí a Krouna, a západní částí okresu Ústí nad Orlicí, tvořenou obcemi Stradouň, Vinary, Řepníky, Leština a Nové Hrady.
Současným senátorem je od roku 2024 David Šimek.

## Senátoři

Jiří Brýdl
Václav Koukal
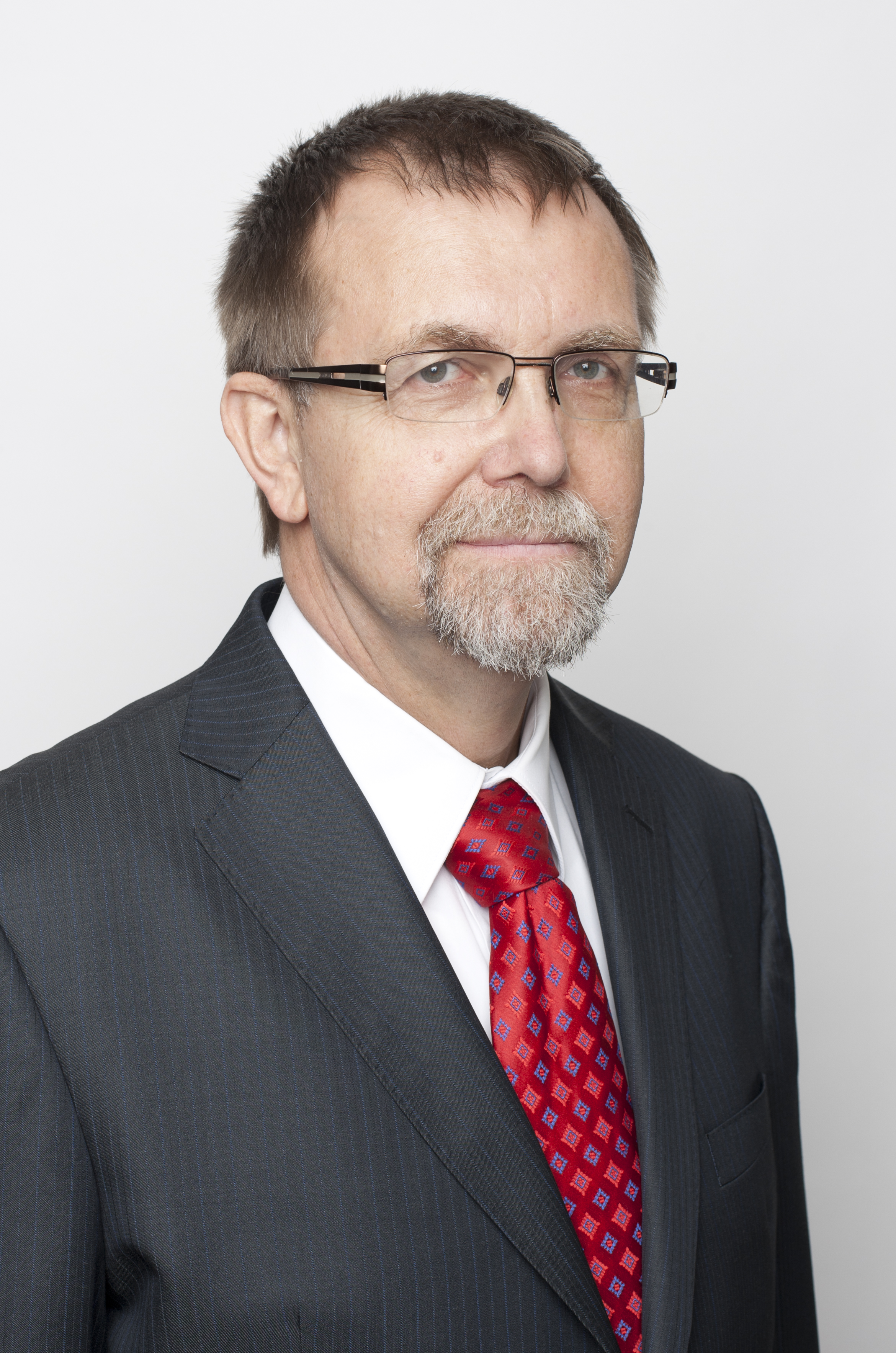
Radko Martínek
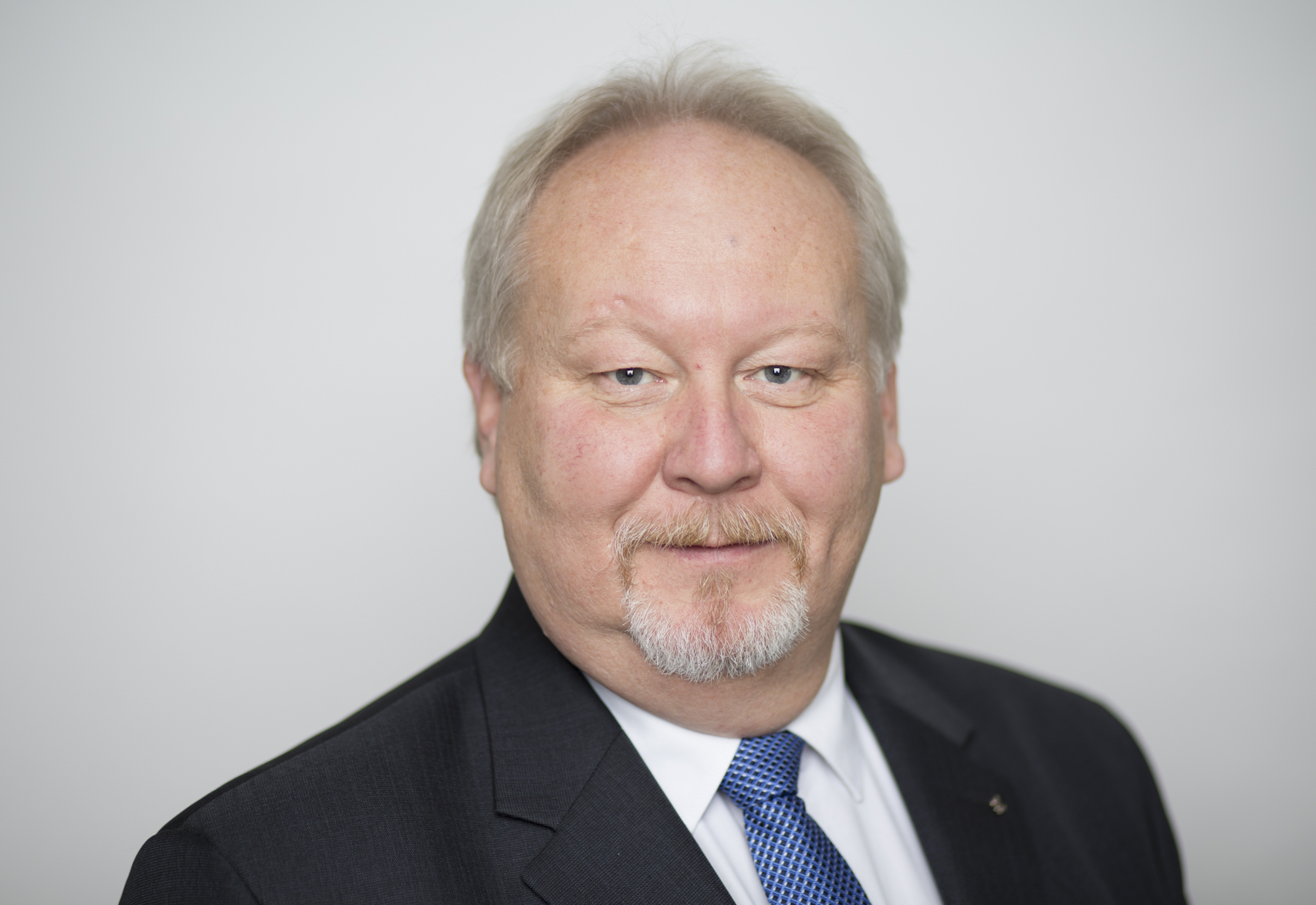
Michal Kortyš
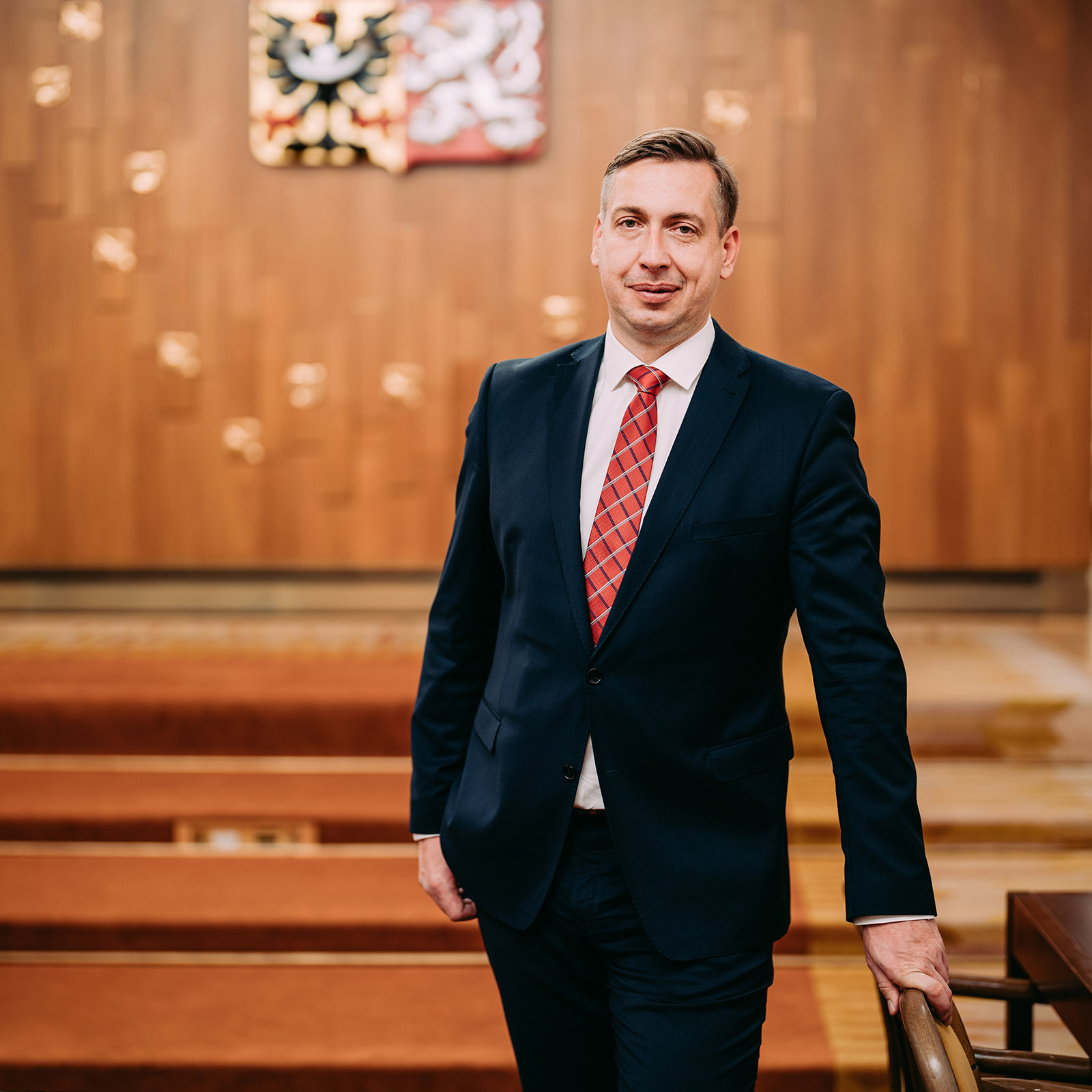
David Šimek

| Volby | Volby         | Senátor                   | Volební strana      | Navrhující strana | Politická příslušnost | Odkaz  |
| ----- | ------------- | ------------------------- | ------------------- | ----------------- | --------------------- | ------ |
|       | 1996          | Mgr. Jiří Brýdl           | KDU-ČSL             | KDU-ČSL           | BEZPP                 | profil |
| 2000  | 4KOALICE      | Mgr. Jiří Brýdl           | KDU-ČSL             | KDU-ČSL           | profil                |        |
| 2006  | Václav Koukal | KDU-ČSL                   | BEZPP               | KDU-ČSL           | profil                |        |
|       | 2012          | Mgr. Radko Martínek       | ČSSD                | ČSSD              | ČSSD                  | profil |
|       | 2018          | Michal Kortyš             | ODS                 | ODS               | ODS                   | profil |
|       | 2024          | Mgr. Bc. David Šimek, MBA | KDU-ČSL, Nestraníci | KDU-ČSL           | Nestraníci            |        |

## Volby

### Rok 1996
| Kandidát                  | Volební strana | Navrhující strana | Politická příslušnost | Počet hlasů (1. kolo) | %     | Počet hlasů (2. kolo) | %     |
| ------------------------- | -------------- | ----------------- | --------------------- | --------------------- | ----- | --------------------- | ----- |
| Mgr. Jiří Brýdl           | KDU-ČSL        | KDU-ČSL           | BEZPP                 | 7 852                 | 24,54 | 13 967                | 57,77 |
| MUDr. František Zeman     | ODS            | ODS               | ODS                   | 10 033                | 31,35 | 10 208                | 42,23 |
| Prom. fil. Augustin Beneš | ČSSD           | ČSSD              | ČSSD                  | 7 767                 | 24,27 | —                     | —     |
| Mgr. Lidmila Kružíková    | KSČM           | KSČM              | KSČM                  | 4 563                 | 14,26 | —                     | —     |
| Ing. arch. Pavel Bobek    | ODA            | ODA               | ODA                   | 1 787                 | 5,58  | —                     | —     |

### Rok 2000
| Kandidát               | Volební strana | Navrhující strana | Politická příslušnost | Počet hlasů (1. kolo) | %     | Počet hlasů (2. kolo) | %     |
| ---------------------- | -------------- | ----------------- | --------------------- | --------------------- | ----- | --------------------- | ----- |
| Mgr. Jiří Brýdl        | 4KOALICE       | KDU-ČSL           | KDU-ČSL               | 13 950                | 44,70 | 14 045                | 66,82 |
| Ing. Michal Kraus      | ČSSD           | ČSSD              | ČSSD                  | 6 862                 | 21,98 | 6 973                 | 33,17 |
| PaedDr. Jitka Gruntová | KSČM           | KSČM              | BEZPP                 | 5 909                 | 18,93 | —                     | —     |
| Mgr. Jiří Brusenbauch  | ODS            | ODS               | ODS                   | 4 487                 | 14,37 | —                     | —     |

### Rok 2006
| Kandidát                   | Volební strana | Navrhující strana | Politická příslušnost | Počet hlasů (1. kolo) | %     | Počet hlasů (2. kolo) | %     |
| -------------------------- | -------------- | ----------------- | --------------------- | --------------------- | ----- | --------------------- | ----- |
| Václav Koukal              | KDU-ČSL        | KDU-ČSL           | BEZPP                 | 11 939                | 28,66 | 11 173                | 53,42 |
| Bc. Miroslav Popelka       | ODS            | ODS               | ODS                   | 15 851                | 38,05 | 9 740                 | 46,57 |
| Doc. Ing. Jiří Havel, CSc. | ČSSD           | ČSSD              | ČSSD                  | 7 157                 | 17,18 | —                     | —     |
| Ing. Miroslav Krejčí       | KSČM           | KSČM              | BEZPP                 | 6 702                 | 16,09 | —                     | —     |

### Rok 2012
| Kandidát                      | Volební strana | Navrhující strana | Politická příslušnost | Počet hlasů (1. kolo) | %     | Počet hlasů (2. kolo) | %     |
| ----------------------------- | -------------- | ----------------- | --------------------- | --------------------- | ----- | --------------------- | ----- |
| Mgr. Radko Martínek           | ČSSD           | ČSSD              | ČSSD                  | 11 138                | 32,36 | 10 394                | 69,71 |
| JUDr. Zuzka Bebarová-Rujbrová | KSČM           | KSČM              | KSČM                  | 6 424                 | 18,66 | 4 515                 | 30,28 |
| Vojtěch Stříteský             | KDU-ČSL        | KDU-ČSL           | BEZPP                 | 6 251                 | 18,16 | —                     | —     |
| MUDr. Harald Čadílek          | ODS            | ODS               | ODS                   | 4 897                 | 14,21 | —                     | —     |
| Mgr. Hana Štěpánová           | TOP 09, STAN   | STAN              | STAN                  | 2 893                 | 8,4   | —                     | —     |
| Stanislav Vodička             | SsČR           | SsČR              | BEZPP                 | 2 818                 | 8,18  | —                     | —     |

### Rok 2018
| Kandidát | Kandidát                       | Volební strana | Navrhující strana | Politická příslušnost | Počet hlasů (1. kolo) | %     | Počet hlasů (2. kolo) | %     |
| -------- | ------------------------------ | -------------- | ----------------- | --------------------- | --------------------- | ----- | --------------------- | ----- |
|          | Michal Kortyš                  | ODS            | ODS               | ODS                   | 9 693                 | 24,73 | 9 024                 | 62,76 |
|          | MUDr. Pavel Havíř              | ČSSD           | ČSSD              | ČSSD                  | 8 136                 | 20,76 | 5 354                 | 37,23 |
|          | Ing. Bohuslav Fliedr           | KDU-ČSL, STAN  | STAN              | BEZPP                 | 5 357                 | 13,67 | —                     | —     |
|          | Jiří Krátký                    | Piráti         | Piráti            | Piráti                | 4 908                 | 12,52 | —                     | —     |
|          | MVDr. Miroslav Šafář           | Rozumní        | Rozumní           | BEZPP                 | 3 719                 | 9,49  | —                     | —     |
|          | Milan Mňuk                     | KSČM           | KSČM              | KSČM                  | 3 368                 | 8,59  | —                     | —     |
|          | Ing. Josef Krpálek             | SPD            | SPD               | BEZPP                 | 2 234                 | 5,70  | —                     | —     |
|          | Jaroslav Novák                 | Patrioti ČR    | Patrioti ČR       | BEZPP                 | 902                   | 2,30  | —                     | —     |
|          | Mgr. Sylor Richard Andrle, MBA | Monarchiste.cz | Monarchiste.cz    | BEZPP                 | 864                   | 2,20  | —                     | —     |

### Rok 2024
Ve volbách v roce 2024 senátor Michal Kortyš z ODS obhajoval svůj mandát. Kandidátem koalice, kterou tvořili KDU-ČSL a hnutí NK, byl starosta města Svitavy David Šimek. Za koalici SOCDEM a SproK s podporou hnutí ANO a VČ kandidoval lékař Pavel Havíř, který ve volbách v roce 2018 prohrál ve druhém kole s Michalem Kortyšem. Potřebných 1 000 podpisů pro nezávislou kandidaturu nasbíral projektový manažer Pavel Severa. Kandidátem koalice SPD a Trikolora byl 1. místopředseda strany Trikolora Petr Štěpánek. O post senátora rovněž usilovali asistentka vedení a kandidátka hnutí JaSaN Milena Míčová a kandidát hnutí SpV a bývalý europoslanec Hynek Blaško.
Do druhého kola postoupili David Šimek a Michal Kortyš.
| Kandidát | Kandidát                  | Volební strana | Navrhující strana | Politická příslušnost | Počet hlasů (1. kolo) | %     | Počet hlasů (2. kolo) | %     |
| -------- | ------------------------- | -------------- | ----------------- | --------------------- | --------------------- | ----- | --------------------- | ----- |
|          | Mgr. Bc. David Šimek, MBA | KDU-ČSL, NK    | KDU-ČSL           | NK                    | 7 439                 | 26,29 | 7 540                 | 57,36 |
|          | Michal Kortyš             | ODS            | ODS               | ODS                   | 6 658                 | 23,53 | 5 604                 | 42,63 |
|          | MUDr. Pavel Havíř         | SOCDEM, SproK  | SOCDEM            | SOCDEM                | 5 411                 | 19,12 | —                     | —     |
|          | Mgr. Petr Štěpánek        | SPD, Trikolora | Trikolora         | Trikolora             | 3 762                 | 13,29 | —                     | —     |
|          | Mgr. Pavel Severa         | NK             | NK                | BEZPP                 | 3 014                 | 10,65 | —                     | —     |
|          | Ing. Hynek Blaško         | SpV            | SpV               | BEZPP                 | 1 105                 | 3,90  | —                     | —     |
|          | Mgr. Milena Míčová        | JaSaN          | JaSaN             | BEZPP                 | 897                   | 3,17  | —                     | —     |

## Volební účast
|  | nejvyšší volební účast |  | nejnižší volební účast |

| Rok  | % (1. kolo) | % (2. kolo) |
| ---- | ----------- | ----------- |
| 1996 | 34,45       | 25,86       |
| 2000 | 34,93       | 21,76       |
| 2006 | 48,33       | 21,15       |
| 2012 | 38,78       | 15,14       |
| 2018 | 43,45       | 14,55       |
| 2024 | 30,82       | 13,66       |